# Strandtudse
Strandtudsen (Epidalea calamita, tidligere Bufo calamita) er en padde, der findes i Vesteuropa, Sydsverige, det vestlige Rusland og Schweiz. I Danmark findes strandtudsen stadig almindeligt i nogle dele af landet, også på mange små øer, men dog ikke Læsø. I 2019 blev der genudsat 100 strandtudser på Kalvebod Fælled på Amager, hvor der er gravet vandhuller til dem.
Strandtudsen er fredet ligesom alle andre danske padder. Den er på tilbagetog i Europa og på kanten af udryddelse i Danmark.  Den er vurderet som truet art på den danske rødliste 2019.
Blandt de karakteristiske træk ved strandtudsen er en gul stribe hen over ryggen samt dens evne til at løbe fremfor at vralte eller at hoppe.